# Groenbaardhelmkolibrie
De groenbaardhelmkolibrie (Oxypogon guerinii) is een vogel uit de familie der kolibries (Trochilidae). De vogel is genoemd naar de Franse natuuronderzoeker Félix Édouard Guérin-Méneville.

## Verspreiding en leefgebied
De groenbaardhelmkolibrie is endemisch voor het oosten van de Andes (zuidwaarts tot Cundinamarca) in Colombia. Ze leven hier in dwergbossen met epifyten en mossige páramo met plantensoorten uit het geslacht Espeletia.